# Camponotus barbatus
Camponotus barbatus é uma espécie de inseto do gênero Camponotus, pertencente à família Formicidae.

## Subespécies
- Camponotus barbatus barbatus Roger, 1863 - India
- Camponotus barbatus infuscoides Bingham, 1903 - Sri Lanka
- Camponotus barbatus samarus Santschi, 1932 - Borneo
- Camponotus barbatus taylori Forel, 1892 - China, Bangladesh, India